# Силуан (Ливи)
Епи́скоп Силуа́н (греч. Επίσκοπος Σιλουανός, в миру Франческо Ливи итал. Francesco Livi; род. 30 июля 1947, Пистоя, Тоскана) — епископ старостильной Церкви ИПХ Греции (Синод Хризостома); епископ Лунийский (с 2004), экзарх Италии.
Тезоименитство — 30 июля (12) августа (память апостола Силуана)

## Биография
Родился 30 июля 1947 года в Пистое, в Италии, в католической семье, имеющей долгую историю служения римо-католической церкви. В 1967 году окончил классический лицей в Пистое (Liceo Classico Niccolò Forteguerri Pistoia). В 1972 году получил степень доктора философии в Университете Флоренции; в 1983 году диплом бакалавра богословия Григорианского университета в Риме; в 2001 году диплом по православному богословию Калифорнийского университета. Изучал также православное богословие в Свято-Сергиевском институте в Париже. Был рукоположен в католического священнослужителя.
В 1984 году принял православие в юрисдикции Русской православной церкви, а позднее присоединился к юрисдикции Сербского патриархата.
В 1999 году отделился от Сербской православной церкви и примкнул к Священному Синоду противостоящих, мотивирую свой уход увеличением экуменической деятельности.
19 августа 1999 года был хиротонисан во диакона, а 28 августа 1999 года — во пресвитера.
В 2004 году был избран для хиротонии во епископа Лунийского, экзарха Италии. 9/22 февраля 2004 года его хиротонию во епископа в монастыре святых Киприана и Иустины в Фили совершил митрополит Киприан (Куцумбас) в сослужении двух епископов, в том числе епископа Амвросия (Бэрда).
Является основателем мужского монастыря преподобного Серафима Саровского в Сан-Феличе (San Felice) в Пистое. Занимается обширной миссионерской, благотворительной, образовательной и издательской деятельностью. Является автором ряда книг по православному богословию и духовности на итальянском языке; выступает с лекциями в различных академических институтах в Италии.
18 марта 2014 года вместе со всеми членами Синода противостоящих вошёл в состав ИПЦ Греции (Синод Хризостома) на правах епархиального архиерея.